# Geografía del estado de Santa Catarina
Santa Catarina es una de las 27 unidades federativas de Brasil, ubicada en el centro geográfico de la Región sur, en una posición estratégica en UNASUR y en el centro de las regiones con mayor desarrollo económico nacional. Sus límites son los estados brasileños de Paraná, al norte, y Río Grande del Sur, al sur; y con la República de Argentina, al oeste; así como el océano Atlántico, al este. Su capital, Florianópolis, está a 1290 km de Montevideo, a 1390 km de Asunción ya 1539 km de Buenos Aires; y a 705 km de São Paulo, a 1144 km de Río de Janeiro y a 1673 km de Brasilia. Su posición geográfica se halla entre los paralelos 25º57'41" y 29º23'55" de latitud Sur y entre los meridianos 48º19'37" y 53º50'00" de longitud Oeste. El estado está organizado administrativamente en 293 municipios.
La sierra Geral, una extensión hacia el sur de la sierra del Mar, atraviesa el estado de norte a sur paralelamente al océano Atlántico, y lo divide en una estrecha llanura en la región costera y en una enorme meseta al oeste. La parte central del estado alberga un bosque de araucarias, también denominada pino paraná o pino brasileño (Araucaria angustifolia).
A lo largo del litoral, aparecen llanuras, tierras de poca altitud, ensenadas e islas. Luego esa parte del relieve gana altitud hasta llevar el título de mesetas y colinas del Este-Sudeste. En el centro-este de Santa Catarina, está la depresión periférica; en el oeste, sureste y centro, las regiones en las que las montañas son más frecuentes, el relieve compartimentado está formado por mesetas y chapadas de la cuenca del Paraná.
La parte que drena la parte oriental del estado es la cuenca hidrográfica del Atlántico Sur. El Itajaí es el río más importante de esa parte de Santa Catarina. En el centro y el oeste, se encuentran los afluentes del río Uruguay, como el Pelotas, el Canoas, el do Peixe y el Chapecó. Esos cursos de agua son parte de la cuenca del río Uruguay. (también Negro, Iguazú, Chapecó, Tubarão y Araranguá).
Santa Catarina tiene un clima subtropical húmedo. Las temperaturas medias varían ampliamente según la ubicación: son más frías en las regiones serranas (en la que puede caer nieve en invierno ) y más calientes en el litoral, en el sur y en el oeste. Las lluvias están bien distribuidas a lo largo del año, alcanzando un promedio de 1500 mm anuales. En sus orígenes históricos, la vegetación que recubría el estado era de florestas e campos. El bosque atlántico fue predominante en las sierras litorales y en los tramos más altos de las regiones serranas, el bosque de Araucaria. Los campos se dan en manchas esparcidas por todo el estado entero.
El huso horario es el mismo que en Brasilia: tres horas antes en relación con Greenwich, UTC-3. Para ahorrar energía, de octubre a febrero, se adopta el horario de verano, adelantando una hora .

## Distribución y localización del territorio

Mapa con los estados clasificados por área

Con un área de 95 736,165 km² (con inclusión de las aguas interiores), Santa Catarina es la unidad federativa  de menor extensión territorial de la Región Sur de Brasil. También es la vigésima por área del país: solo el Distrito Federal, Sergipe, Alagoas, Río de Janeiro, Espírito Santo, Rio Grande do Norte y Paraíba son menos extensos. Su territorio es de aproximadamente el tamaño de Hungría, y comprende el 16,57% del sur de Brasil y el 1,12% del territorio nacional.

### Localización, fronteras y puntos extremos

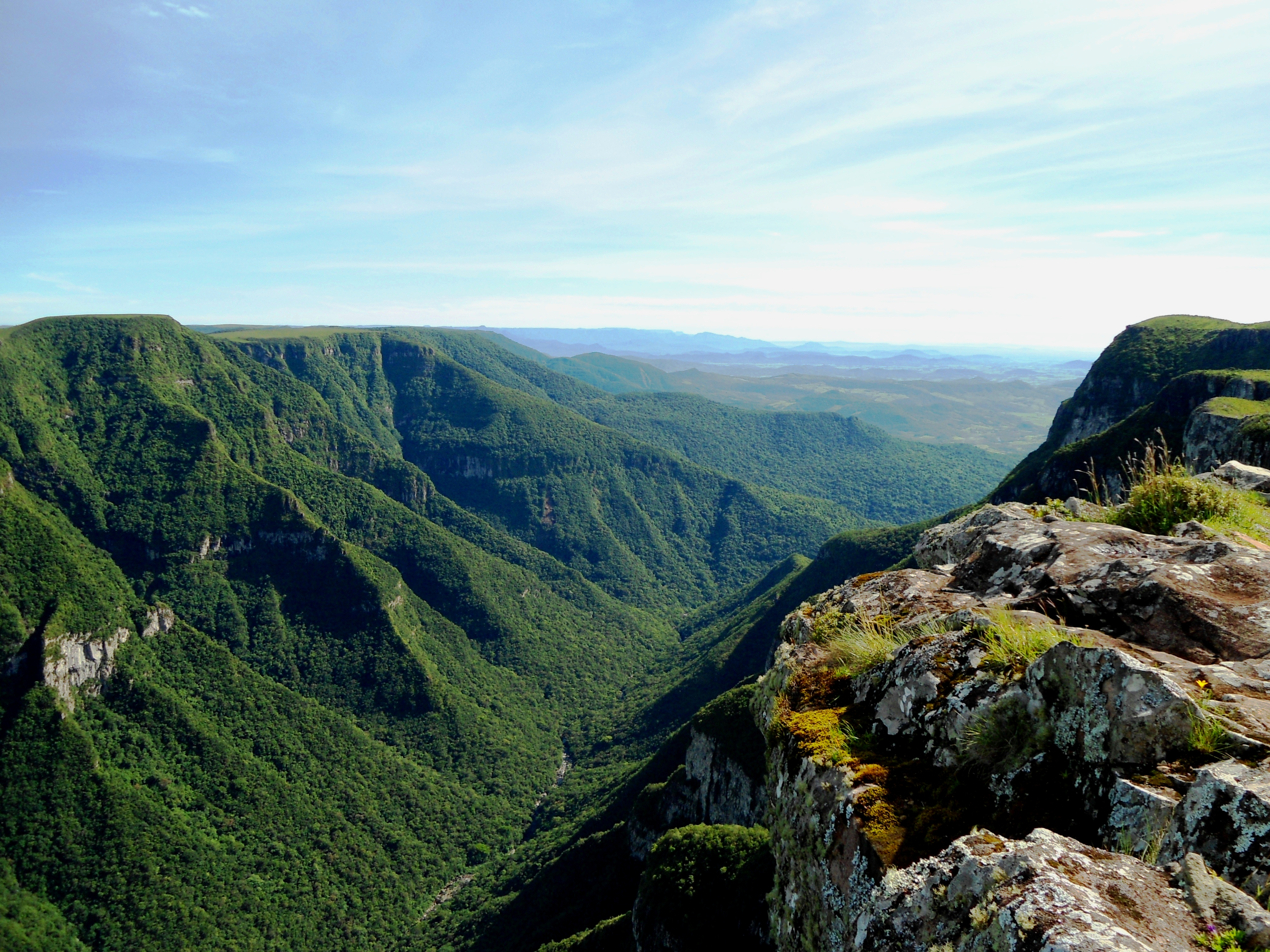
Cañón Fortaleza en el parque nacional Serra Geral

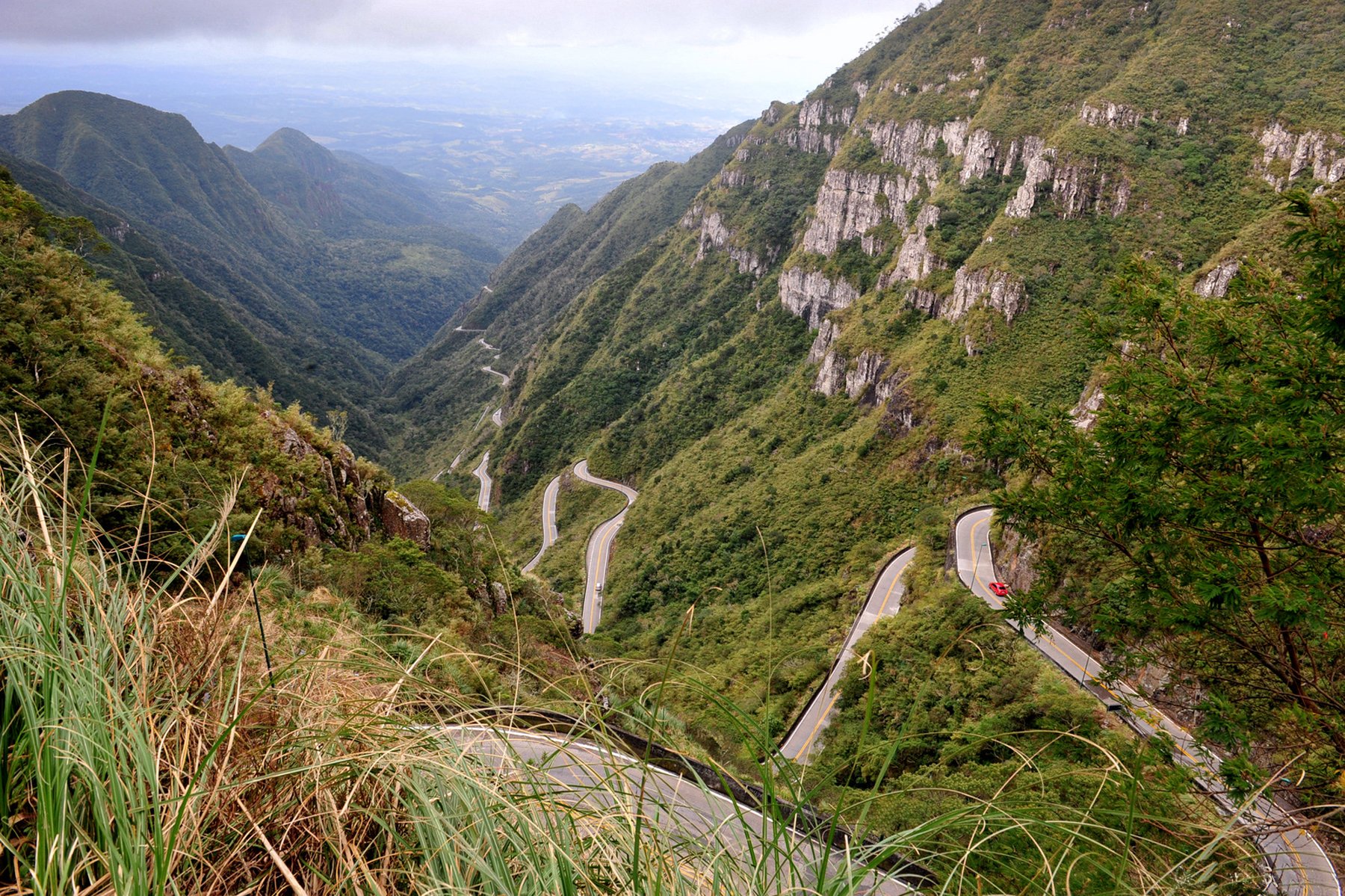
sierra del Río do Rastro, mayor cadena de montañas del sur de Brasil

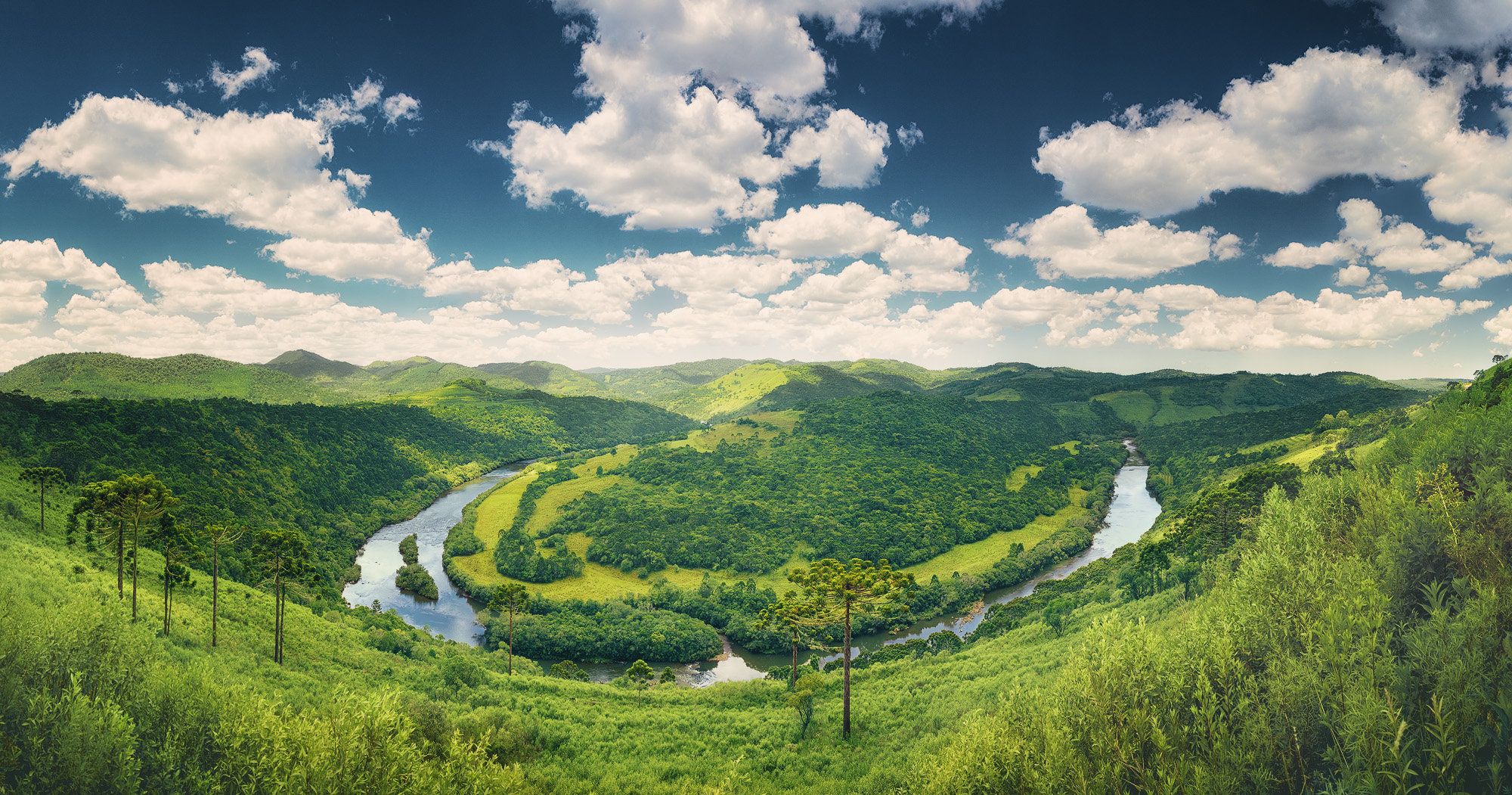
El Rio Pelotas en la división con Río Grande del Sur

Todo el territorio catarinense se encuentra al sur del Trópico de Capricornio, todo él situado en el hemisferio occidental y en el hemisferio sur, en la zona templada del sur. Se encuentra entre los paralelos 25º57'41" y 29º23'55"  de latitud sur y entre los meridianos 48º19'37" y 53º50'00" de longitud Oeste. Santa Catarina tiene una forma irregular, más extensa en dirección E-O (543 km) que en sentido N-S (400 km).
El estado está en el centro de la Región Sur de Brasil e incluye gran parte de su interior, con su parte occidental más estrecha que el centro-este del estado, compartiendo fronteras terrestres con Paraná, al norte; con Río Grande del Sur, al sur; y con la provincia argentina de Misiones, al oeste (además de con el océano Atlántico, al este). Comparte dos fronteras comunes con los otros estados del sur de Brasil, e incluye una serie de archipiélagos oceánicos próximos a la isla de Santa Catarina. Totalizan 2536 km de frontera, siendo 1975 km terrestres y 561 km marinos.
Los puntos extremos del territorio catarinense son:
- al norte, el río Saí-Guaçu, en el municipio de Itapoá (25º57'41" de latitud sur), Microrregión de Joinville, en la frontera con Paraná.[8]
- al sur, el río Mampituba, en el municipio de Praia Grande (29º23'55" de latitud sur), Microrregión de Araranguá, en la fronteira con Río Grande del Sur.[8]
- al este, la punta de los Ingleses, en el municipio de Florianópolis (48º19'37 "de longitud oeste), la Microrregión de Florianópolis.[8]
- al oeste, la confluencia de los ríos Uruguay y Peperi-Guaçu, en el municipio de Itapiranga (53º50'00" de longitud oeste), Microrregión de São Miguel do Oeste,  en la frontera con Río Grande del Sur y la provincia argentina de Misiones.[8]

### División política y husos horarios
Santa Catarina es una unidad federal inseparable de la República Federativa del Brasil, formada por la unión indisoluble de 295 municipios miembros, junto con la capital Florianópolis, agrupados en 6 mesorregiones y 20 microrregiones; entre los 295 municipios, 31 son costeros y 264 son de interior. Los municipios tienen por lo general como sede la ciudad homónima, considerada en la mayoría de los casos distrito-sede cuando el territorio municipal se divide en distritos.
Las divisiones políticas tienen como objetivo el control administrativo del territorio estatal y fueron configuradas cronológicamente, con la implementación de vilas y, finalmente, los municipios y sus divisiones actuales en distritos/administraciones regionales y los barrios oficiales. La elaboración de la división en mesorregiones y microrregiones se estableció en 1990, en un momento que la disposición de los municipios del territorio catarinense estaba prácticamente definida; solo Balneário Rincão y Pescaria Brava se crearon posteriormente a la década de 1990. En la actualidad, Santa Catarina se divide en 295 municipios..
El huso horario es el mismo que el de Brasilia, tres horas menos en relación con Greenwich - UTC-3. Una vez al año —por lo general entre octubre y febrero— se adopta el horario de verano, adelantando una hora para ahorrar energía. El voltaje eléctrico en el estado es de 220 voltios.

## Geomorfología e hidrología

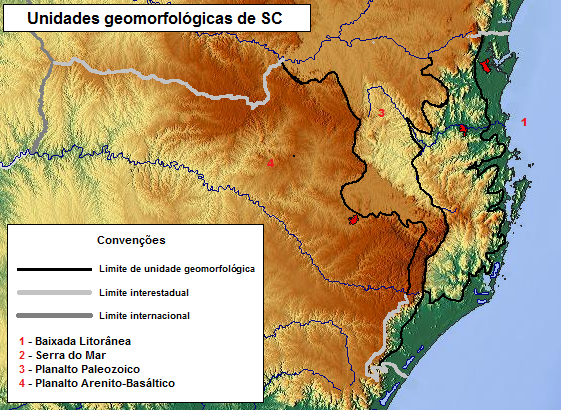
Mapa de las unidades geomorfológicas de Santa Catarina.

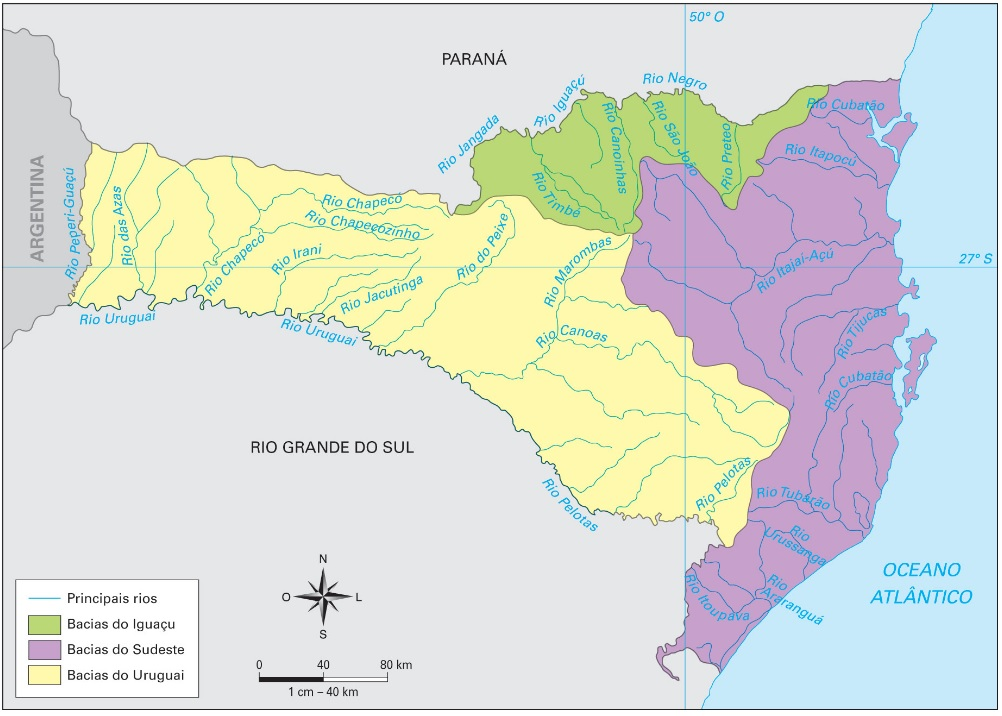
Mapa de las cuenca hidrográficas de Santa Catarina.

Con un 77% de su territorio con altitudes superiores a los 300 m y un 52% de altitudes superiores a 600 m, Santa Catarina destaca entre las unidades federales brasileñas por su alto relieve. Cuatro  unidades geomorfológicas, que van desde el litoral al interior, forman el relieve del estado: las tierras bajas litorales, la sierra del Mar, la meseta paleozoica y la meseta basáltico.
Las tierras bajas litorales engloban las tierras que se encuentran a menos de 200 m de altitud. En la parte norte, es bien alargada, entrando sertón adentro, por medio de los valles que corren desde la sierra del Mar. En dirección al sur, es progresivamente corto.
Las tierras bajas litorales están dominada por la sierra del  Mar en la parte occidental. Menos en la parte norte del estado, en que constituye el borde montañoso de una meseta bastante media, la sierra tiene muy diversa huella en relación con demostrada por ella en otras unidades federales como Paraná y São Paulo. En Santa Catarina, constituye una faja de montañas, con una altitud superior a 1000 m, formada por un grupo de macizos separados por profundos valles de los ríos que descienden hacia el océano Atlántico.
En la parte trasera de la sierra del  Mar, la superficie aplanada de la extensa meseta paleozoica está dividida en espacios separados por los cursos de agua que discurren sierra abajo hacia el Atlántico. La altura de la meseta paleozoica disminuye en dirección N-S; en el sur del estado se va confundiendo con la llanura costera, ya que la sierra del Mar no llega a esta región de Santa Catarina.

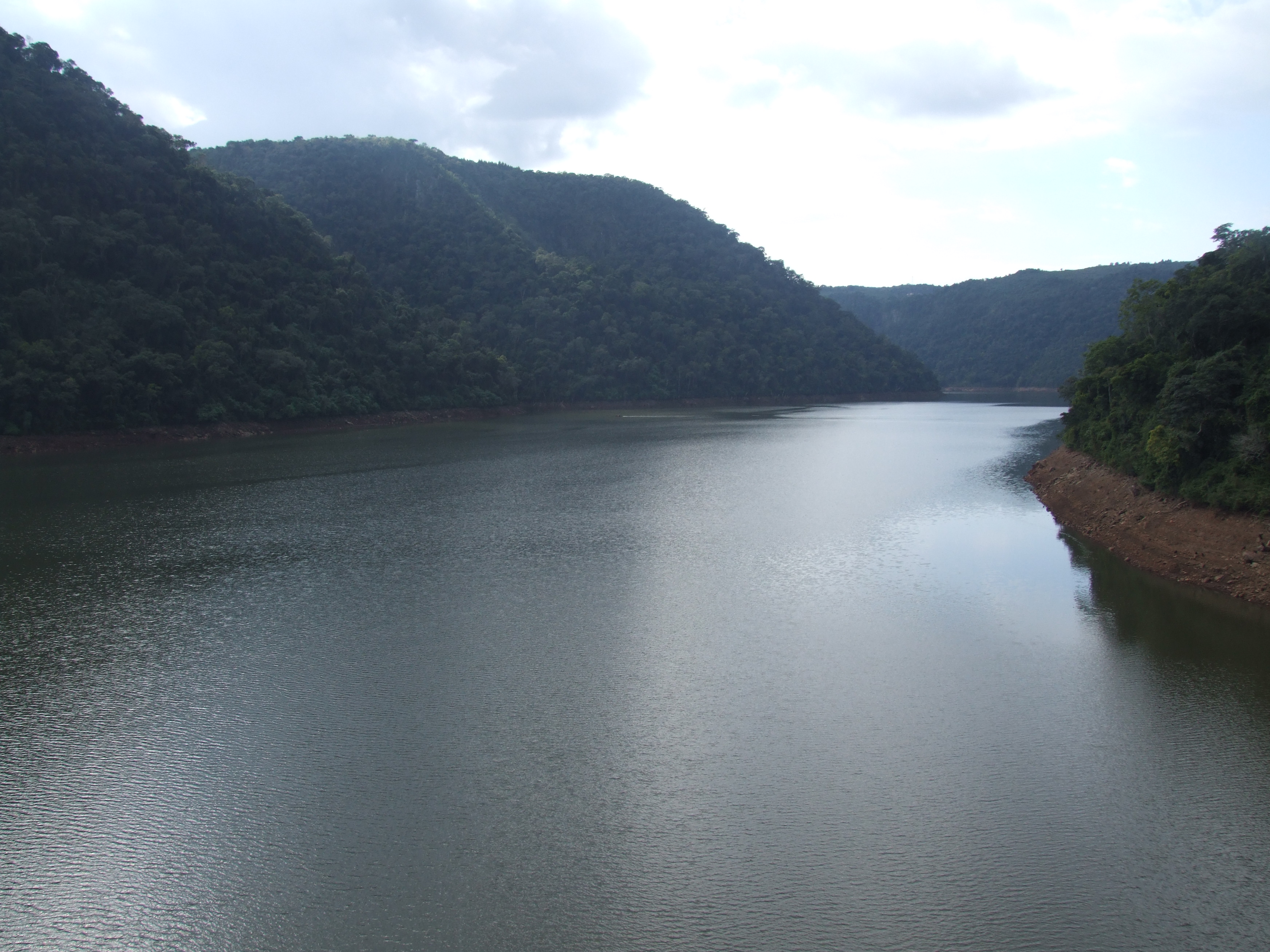
El río Uruguay en la frontera entre los estados brasileños de Santa Catarina y Río Grande del Sur

La mayor parte del territorio estatal cae dentro de la meseta basáltica. Esta se compone de sedimentos basálticos (derrames de lavas), que se alternan con los sedimentos de arenisca, teniendo como límite al este un borde montañoso llamada serra Geral. En la parte septentrional catarinense, el borde de la meseta basáltica está situado en el sertão; en dirección al sur, llega a los pocos cerca del litoral hasta su declive hacia el mar. El área de la meseta es razonablemente llano  y se inclina levemente hacia el oeste. Valles profundizados fueron abiertos por los ríos que descienden hacia el estado vecino de Paraná.
Son poco fértiles los terrenos de la selva umbrófila mixta, de la misma manera que los suelos de los campos, que se aprovechan para la ganadería lechera y ganadería de corte. Los suelos del bosque subtropical húmedo se caracterizan por su fertilidad, a pesar del gran desgaste que han experimentado por su uso indebido.
Los ríos que descienden por Santa Catarina forman parte de ambos sistemas autónomos delimitados por la sierra Geral y por la sierra del Mar. La cuenca del Atlántico Sur se compone de cuencas delimitada entre sí, como las subcuencas fluviales del Itajaí-Açu, del Tubarão, del Araranguá, del Tijucas y del Itapocu.
En el sertão del estado, dos cuencas se unen para que se forme la cuenca del Río de la Plata: la cuenca hidrográfica fluvial del Paraná, cuyo afluente más importante es el río Iguazú, y la cuenca del Uruguay, cuyos afluentes principales los ríos Pelotas, Canoas, Chapecó y do Peixe.

## Litoral

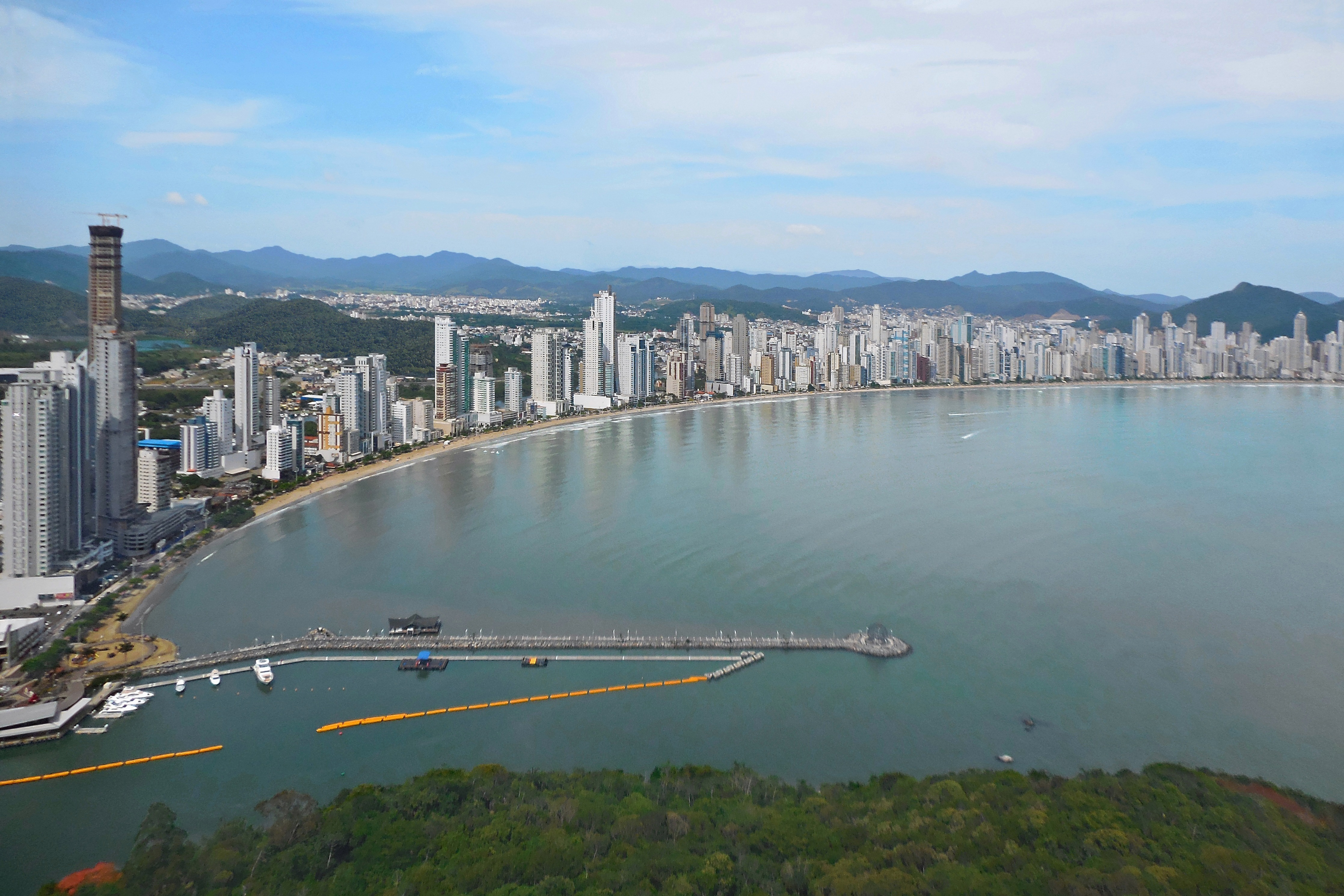
Balneário Camboriú, visto desde el Morro da Aguada

La morfología litoral se caracteriza por el proceso de "rectificación" del trazado costero. Este hecho se constata por la composición de las playas, por las lagoas litorales, por los fundos sedimentados de las bahías y las calas.
En la sección sur, la costa es bastante enderezada y recta, en comparación con el tramo central. La línea costera es solamente un cinturón litoral. Esto abarca , en resumen, una región mayor, llena de montañas y de tierras bajas, a veces más grandes, como las del río Tijucas, los deltas del río da Madre y del río Tubarão, la llanura y los tabuleiros costeros del valle del río Araranguá.
El paisaje costero de Santa Catarina es un área de ocupación muy densa, bien cortada por ríos que vierten muchos detritos en el mar, fertilizando las aguas saladas del océano. Por esta razón, la maricultura] sería quizás una actividad económica muy próspera.
Ciertos terrenos accidentados de la costa son conocidos por sus hermosos panoramas: los balnearios de playa Ubatuba y Enseada, en el municipio de São Francisco do Sul, los balnearios de Barra Velha y Piçarras, desde Joinville hasta Itajaí, los balnearios de Camboriú e Itapema, de Itajaí hasta Florianópolis. Son, en la actualidad, playas turísticamente muy concurridas en verano.

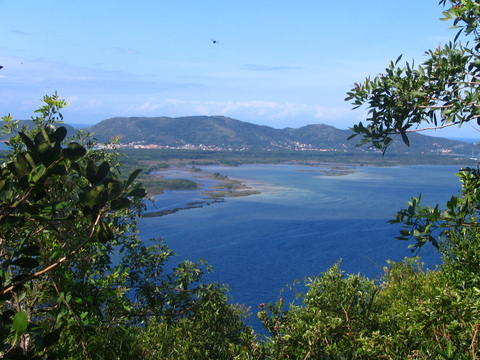
Lagoa da Conceição, en la Ilha de Santa Catarina

La isla de Santa Catarina, como dice el himno románticamente nostálgico de Florianópolis, la capital del estado, «un pequeño pedazo de tierra perdido en el mar» (um pedacinho de terra perdido no mar), en el que se encuentra la ciudad, comienza a aumentar los edificios que reciben visitantes, especialmente en la lagoa da Conceição, de aguas aún salubres, golpeando con la lagoa do Peri,  ya con la sal eliminada.
En el extremo meridional, muchas lagoas de costa, estructuras de dunas altas, la inmensa laguna de Santo Antônio-Imaruí-Mirim, y el diseño de hermosos balnearios son nuevos tipos de atracciones turísticas.
A partir de entonces, la región costera más recta presenta lagunas costeras, como las de Esteves, Caverá, Sombrio y, por último, el conocido Morro dos Conventos. Es una estructura de rocas sedimentarias viejas, con bloques separados cerca del océano, con un escarpe difícil de subir. Y, en la frontera con Rio Grande do Sul, la costa tiene un segundo acantilado de bloques separados, pero Serra Geral: Torres. Sin embargo, allí comienza una segunda tierra, la tierra gaúcha.

## Clima

Mapa climático de Santa Catarina.

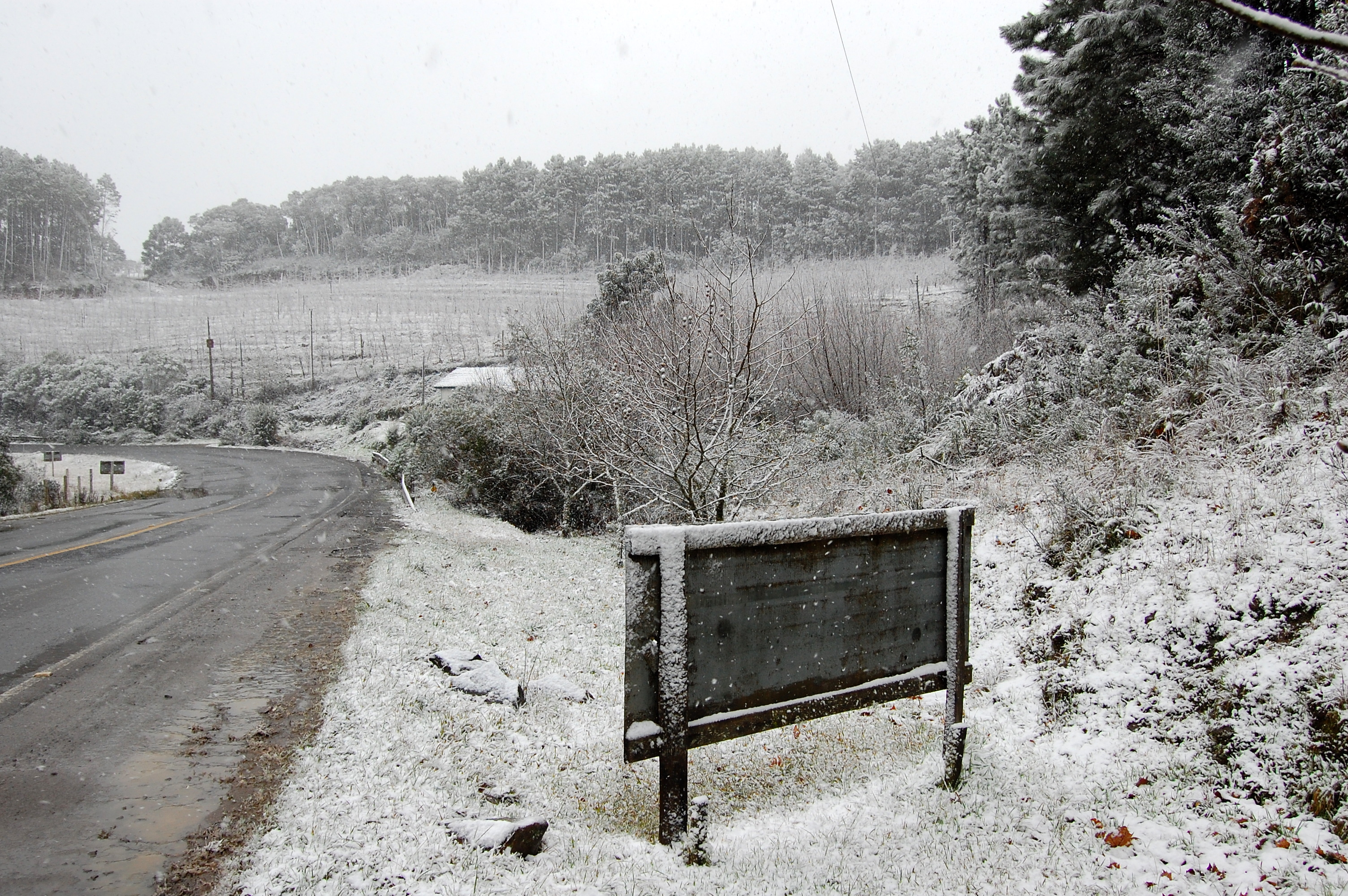
Nieve en el campo de São Joaquim, Santa Catarina, en 2010

El territorio catarinense cubre dos tipos climáticos, a saber: el subtropical húmedo con veranos cálidos (Cfa) y el subtropical húmedo con veranos no muy caliente (Cfb).
El clima subtropical Cfa es el tipo climático de las tierras bajas costeras y de las partes de menor altitud de la meseta (extremo oeste y el valle del río Uruguay). Tiene temperaturas medias registradas de 20 °C, en las tierras bajas y en el valle del Uruguay, y de 18 °C, en el extremo oeste; la cantidad de precipitaciones, con una buena distribución a lo largo del año, alcanzando 1500 mm por año.
El subtropical Cfb es el tipo de clima del resto de la meseta. Posee temperaturas medias registradas entre 18 y 16 °C al año. Las temperaturas de verano y de invierno son diferentes, y esto es bastante pronunciado, con una amplitud térmica por encima de 30 °C por año. Los inviernos son muy fríos: en algunas regiones, se observan cada año alrededor de 25 días de heladas. La cantidad de lluvias es igual a la del tipo anterior. Se diferencia, sin embargo, en que una pequeña parte húmeda cae en forma de la nieve en la región de São Joaquim, especialmente la región de Brasil donde nieva más, así como en naciones del hemisferio norte como Canadá, Estados Unidos y Rusia.

## Vegetación y medio ambiente

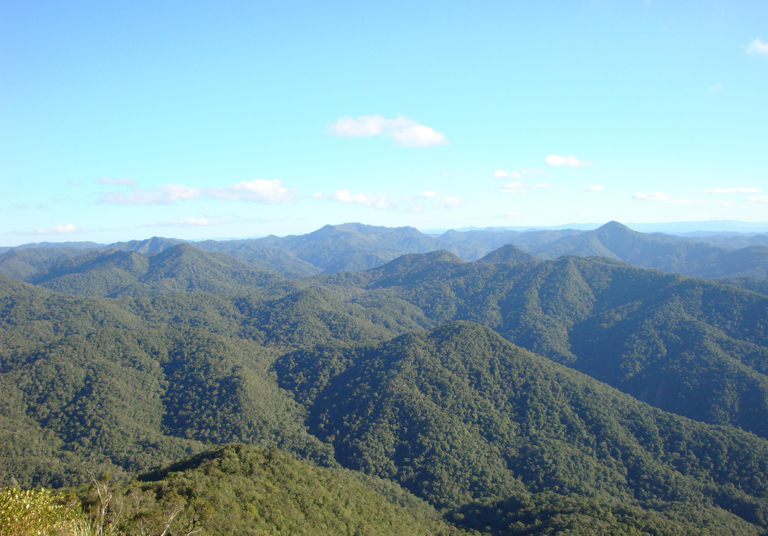
Parque nacional de la Sierra del Itajaí

La vegetación original del estado comprende dos tipos de vegetación: bosques y campos. Los bosques, que ocupan el 65% del territorio de Santa Catarina, fueron muy deforestados. Sin embargo, la silvicultura creció debido a que el gobierno la alentó mucho para que sucediera tal reforestación y también porque la industria de la madera se desarrolló. En la meseta, se presentan en forma de bosques que mezclan las coníferas (araucarias) y las latifoliadas y, en las estribaciones de la Sierra del Mar, solo los bosques de hoja ancha. Los campos aparecen como manchas que se extienden dentro del bosque mixto. Los principales son los de São Joaquim, Lages, Curitibanos y Campos Novos.
Santa Catarina tiene en su territorio registradas alrededor de 600 especies de aves, cerca de 150 especies de mamíferos, cerca de 140 denominaciones sistemáticas de especies de anfibios y cerca de 1150 denominaciones taxonómicas de especies de Lepidoptera (mariposas y polillas), y alrededor de 2300 títulos biotáxicos de especies de plantas vasculares.
La vegetación del Oeste catarinense se caracteriza en su mayor parte por la presencia del bosque umbrófilo mixto, seguido del bosque estacional decidual, principalmente a lo largo de las márgenes del río Uruguay y de sus afluentes, como el río del Peixe y el río Jacutinga. En áreas más pequeñas, tienen presencia los campos naturales, como por ejemplo, en el municipio de Agua Dulce. En la región se han registrado 95 especies de orquídeas y de 19 especies de bromelias. Se registraron más de 1300 especies de insectos en el oeste de Santa Catarina, siendo 382 de Hymenoptera (hormigas, abejas y avispas), 230 de Coleoptera (escarabajos) y 199 de Lepidoptera (mariposas y polillas). En esta región también hay registradas más de 350 especies de aves, incluyendo especies en peligro de extinción, como el papagayo de pecho púrpura (Amazona vinacea) y el papagayo-charão (Amazona pretrei).